# Birkin/Gainsbourg : le symphonique
Albums de Jane Birkin
Enfants d'hiver
(2008) Oh ! Pardon tu dormais…
(2020)
Birkin/Gainsbourg : le symphonique  est le titre du treizième album studio de Jane Birkin, reprenant des chansons écrites par Serge Gainsbourg. Il contient douze chansons qu'il avait écrites pour elles, et neuf autres chansons qu'elle avait déjà reprises dans des concerts ou albums précédents, à l'exception de Requiem pour un con et de Pull marine, écrit pour Isabelle Adjani.

## Historique
C'est le premier album de chansons de Serge Gainsbourg jouées par un orchestre symphonique. Cet enregistrement arrive tard, vingt-cinq ans après la mort de l'auteur-compositeur, et alors que l'interprète, Jane Birkin, est âgée de soixante-dix ans. 
Jane Birkin a raconté la genèse de cet album : alors qu'elle est en tournée au Canada pour lire des textes de Serge Gainsbourg, la journaliste québécoise Monique Giroux lui suggère l'idée « de l’accompagnement par un orchestre de musique classique, pour sublimer encore plus les textes ». 
C'est avec l'orchestre symphonique de Montréal que l'idée se concrétise, à l'occasion des FrancoFolies de Montréal en juin 2016. 
Les arrangements sont confiés au compositeur japonais Nobuyuki Nakajima, qu'elle avait rencontré lors d'un hommage aux victimes de Fukushima en 2011, et avec qui elle avait déjà travaillé sur une chanson en 2012. 
Une tournée est lancée dans la foulée, d'octobre 2016 à février 2017. Le programme est donné de Troyes à Vitre, en passant par Clermont-Ferrand en décembre avec l'Orchestre d'Auvergne.
L'enregistrement d'un album s'impose et le projet se réalise avec l'Orchestre symphonique de la radio polonaise à Varsovie. Jane Birkin était déjà venue à Varsovie en 2010 pour le concert Chopin inspire Gainsbourg.
À l'occasion de la sortie de l'album, Jane Birkin rappelle la formation classique de Serge Gainsbourg et son amour de la grande musique, :

« Réentendre ces mélodies-là avec cette orchestration-là, je pense que cela lui aurait terriblement plu. Il avait un vrai amour pour la musique classique. Je suis rarement sûre de ce que Serge aurait pensé de quoi que ce soit, parce que la surprise était ce qui le rendait merveilleux. Mais le connaissant comme quelqu'un de très drôle et de triste à la fois, je pense qu'il aurait été bouleversé par ce disque. »

L'aventure se poursuit avec une tournée de concerts : à la Maison de Radio France, à l'opéra de Monaco, en Bretagne avec l'Orchestre symphonique de Bretagne. La tournée se fait internationale avec des dates à  Varsovie, Lisbonne, Tokyo, Londres. Puis en 2018 aux Nuits de Fourvière avec l'Orchestre National de Lyon.

## Musiciens
- Jane Birkin : chant
- Nobuyuki Nakajima : arrangements, piano
- Michał Klauza : chef d'orchestre
- Orchestre symphonique de la radio polonaise
- Sylwia Mierzejewska : premier violon

## Titres
| 1.  | Lost Song                                 | Edvard Grieg                                | Serge Gainsbourg                 | de l'album Lost Song (1987)                                                                                  | 4:51 |
| 2.  | Dépression au-dessus du jardin            | Serge Gainsbourg                            | Serge Gainsbourg                 | d'abord chanté par Catherine Deneuve, repris dans Versions Jane (1996)                                       | 2:47 |
| 3.  | Baby alone in Babylone                    | Johannes Brahms                             | Serge Gainsbourg                 | de l'album Baby alone in Babylone (1983)                                                                     | 4:42 |
| 4.  | Physique et sans issue                    | Serge Gainsbourg                            | Serge Gainsbourg                 | de l'album Lost Song                                                                                         | 3:10 |
| 5.  | Ces petits riens                          | Serge Gainsbourg                            | Serge Gainsbourg                 | d'abord chanté par Juliette Gréco et Catherine Deneuve, repris dans Versions Jane (1996)                     | 2:16 |
| 6.  | L'Aquoiboniste                            | Serge Gainsbourg                            | Serge Gainsbourg                 | de l'album Ex-fan des sixties (1978)                                                                         | 3:17 |
| 7.  | Valse de Melody                           | Serge Gainsbourg                            | Serge Gainsbourg                 | de l'album Histoire de Melody Nelson (1971), en concert au Casino de Paris (1992)                            | 3:09 |
| 8.  | Fuir le bonheur de peur qu'il ne se sauve | Serge Gainsbourg                            | Serge Gainsbourg                 | de l'album Baby alone in Babylone                                                                            | 3:32 |
| 9.  | Requiem pour un con                       | Serge Gainsbourg/Michel Colombier           | Serge Gainsbourg                 | reprise de Requiem pour un con (1968)                                                                        | 2:48 |
| 10. | Une chose entre autres                    | Serge Gainsbourg                            | Serge Gainsbourg                 | de l'album Lost Song                                                                                         | 5:33 |
| 11. | Amour des feintes                         | Serge Gainsbourg                            | Serge Gainsbourg                 | de l'album Amour des feintes (1990)                                                                          | 4:44 |
| 12. | Exercice en forme de Z                    | Serge Gainsbourg                            | Serge Gainsbourg                 | des albums Ex-Fan des Sixties et Versions Jane                                                               | 3:05 |
| 13. | Manon                                     | Serge Gainsbourg                            | Serge Gainsbourg                 | du film Manon 70 (1968), Jane Birkin - Serge Gainsbourg (1969), reprise en concert au Casino de Paris (1992) | 2:47 |
| 14. | La Chanson de Prévert                     | Serge Gainsbourg                            | Serge Gainsbourg                 | en concert au Casino de Paris (1992)                                                                         | 4:03 |
| 15. | Les Dessous chics                         | Serge Gainsbourg                            | Serge Gainsbourg                 | de l'album Baby alone in Babylone                                                                            | 2:03 |
| 16. | L'Amour de moi                            | Traditionnel, arrangements Serge Gainsbourg | Serge Gainsbourg                 | de l'album Lost Song                                                                                         | 3:19 |
| 17. | Pull marine                               | Serge Gainsbourg                            | Isabelle Adjani/Serge Gainsbourg | reprise de Pull marine (1983)                                                                                | 3:05 |
| 18. | La Gadoue                                 | Serge Gainsbourg                            | Serge Gainsbourg                 | d'abord chantée par Petula Clark, reprise dans Versions Jane                                                 | 2:30 |
| 19. | Jane B.                                   | Frédéric Chopin/Serge Gainsbourg            | Serge Gainsbourg                 | de l'album Jane Birkin - Serge Gainsbourg (1969)                                                             | 3:46 |
| 20. | L'Anamour                                 | Serge Gainsbourg                            | Serge Gainsbourg                 | d'abord chantée par Françoise Hardy, reprise sur les albums Jane Birkin - Serge Gainsbourg et Versions Jane  | 3:19 |
| 21. | La Javanaise                              | Serge Gainsbourg                            | Serge Gainsbourg                 | d'abord chantée par Juliette Gréco, reprise dans Arabesque (2002)                                            | 4:06 |

## Production
- Philippe Lerichomme : réalisation
- Tadeusz Mieczkowski assisté de Robert Żychliński : enregistrement aux studios de Polskie Radio
- Bénédicte Schmitt et Dominique Blanc-Francard : enregistrements additionnels, mixage et mastering au studio Labomatic (Paris)
- Carole Bellaïche, Patrick Bertrand, Gabrielle Crawford : photographies

## Accueil critique
La performance de 2016 a déjà été saluée :

« Dans l'émotion, pas dans le pathos. Sur le fil, toujours. Ce n'est pas un scoop, Jane Birkin a la voix fluette (et cette fois plus encore que d'habitude, à cause d'un coup de froid), elle peine à accrocher les aigus, et on s'en moque éperdument tant elle sait faire passer de couleurs et de nuances. C'est tout l'art de l'interprétation. La grâce d'un pointillisme fragile, et d'un timbre intact en dépit des années et des affronts de la vie. Il y a même quelque chose de magique dans cette voix-là : dès qu'on l'entend, nous reviennent en tête une époque, une légende, le destin hors norme d'une petite Anglaise qui ne se sera jamais défaite de son accent, et d'un couple mythique dont on aura suivi les lumières et les ombres durant des années. Qu'on le veuille ou non, Birkin est devenue plus qu'une chanteuse ; une part de notre culture populaire. »

Les critiques apprécient l'album : « La voix de Jane Birkin, ténue, aiguë, comme en apesanteur, aurait pu être étouffée par l’orchestre symphonique, et c’est tout l’inverse, il lui sert d’écrin. […] La précision et la musicalité des interprètes classiques enrichit l’écoute », « tous les plus beaux textes de Serge Gainsbourg retrouvent un nouveau souffle, tout aussi majestueux que nostalgique ».

## Classements hebdomadaires
| Classements (2017)           | Meilleure position |
| ---------------------------- | ------------------ |
| France (SNEP)                | 11                 |
| Belgique (Wallonie Ultratop) | 12                 |

## Liens
Concert (bootleg) 'Gainsbourg le Symphonique' du 18 décembre 2018 au théâtre le Comédia à Paris,  à télécharger:
http://www.k-upload.fr/afficher-fichier-2018-12-20-1b619bd86janebirkinga.rar.html